# Jean-Michel Claverie
Pour les articles homonymes, voir Claverie.
 (décembre 2024).
La mise en forme du texte ne suit pas les recommandations de Wikipédia : il faut le « wikifier ».
Les points d'amélioration suivants sont les cas les plus fréquents :
- Les titres sont pré-formatés par le logiciel. Ils ne sont ni en capitales, ni en gras.
- Le texte ne doit pas être écrit en capitales (les noms de famille non plus), ni en gras, ni en italique, ni en « petit »…
- Le gras n'est utilisé que pour surligner le titre de l'article dans l'introduction, une seule fois.
- L'italique est rarement utilisé : mots en langue étrangère, titres d'œuvres, noms de bateaux, etc.
- Les citations ne sont pas en italique mais en corps de texte normal. Elles sont entourées par des guillemets français : « et ».
- Les listes à puces sont à éviter, des paragraphes rédigés étant largement préférés. Les tableaux sont à réserver à la présentation de données structurées (résultats, etc.).
- Les appels de note de bas de page (petits chiffres en exposant, introduits par l'outil «  Source ») sont à placer entre la fin de phrase et le point final[comme ça].
- Les liens internes (vers d'autres articles de Wikipédia) sont à choisir avec parcimonie. Créez des liens vers des articles approfondissant le sujet. Les termes génériques sans rapport avec le sujet sont à éviter, ainsi que les répétitions de liens vers un même terme.
- Les liens externes sont à placer uniquement dans une section « Liens externes », à la fin de l'article. Ces liens sont à choisir avec parcimonie suivant les règles définies. Si un lien sert de source à l'article, son insertion dans le texte est à faire par les notes de bas de page.
- La présentation des références doit suivre les conventions bibliographiques. Il est recommandé d'utiliser les modèles {{Ouvrage}}, {{Chapitre}}, {{Article}}, {{Lien web}} et/ou {{Bibliographie}}. Le mode d'édition visuel peut mettre en forme automatiquement les références.
- Insérer une infobox (cadre d'informations à droite) n'est pas obligatoire pour parachever la mise en page.

Pour une aide détaillée, merci de consulter Aide:Wikification.
Si vous pensez que ces points ont été résolus, vous pouvez retirer ce bandeau et améliorer la mise en forme d'un autre article.
Jean-Michel Claverie, né le 6 mai 1950 à Paris (13e), est un biologiste français, virologiste, découvreur des premières familles de virus géants. Retraité, il exerce comme Professeur émérite à la faculté de médecine de l'université d'Aix-Marseille. En 2003, son laboratoire a participé à la description du premier virus géant Mimivirus. Le concept de "virus géant" a ensuite été étendu par la découverte des prototypes de 3 nouvelles familles de virus géants: Pandoravirus (en 2013), Pithovirus (en 2014) et Mollivirus en (2015). Ces deux derniers virus, isolés à partir de pergélisol sibérien ont également démontré la capacité de survie des virus à de longues périodes de congélation dans le sol, un danger popularisée par les médias comme celui des "virus zombies",.

## Biographie
Jean-Michel Claverie, est le fils unique de Pierre Richard Jack Claverie (1925-2004), kinésithérapeute et professeur d’EPS, et de Monique Raymonde Simone Gouge (1925-2017), comptable.
Après des études à Paris au lycées Honoré de Balzac puis au lycée Carnot, il a suivi une formation très pluridisciplinaire (biochimie, biophysique, physique théorique et informatique) au sein des universités Paris VI, VII et XI.
En 1975, Il est embauché au CNRS dans le grade de Stagiaire de Recherche, juste après avoir soutenu sa thèse de spécialité en Biochimie.
Sa thèse de doctorat d’État ès Science (sept. 1977) a été dirigée par René Cohen dans le laboratoire de Physique Biologique au sein de l’Institut Jacques Monod, alors sur le campus universitaire parisien de Jussieu. Elle est intitulée « Modélisation mathématique et simulation des systèmes biologiques », et porte principalement sur la résolution numérique d’une formulation variationnelle de systèmes d’équations différentielles couplées de type Navier-Stokes à l’aide de la méthode des éléments finis.
Son doctorat en poche, il effectue son service militaire comme VSNA en tant que chercheur post-doctoral (1977-1979) dans le laboratoire du Prof. Jean-Paul Thirion, au CHU de Sherbrooke (Québec, Canada). Il s’y familiarise avec le domaine de la génétique des cellules somatiques et le Québec en pleine révolution politique et culturelle.
Après un court retour en France, il repart en détachement au Salk Institute (La Jolla, Californie, E-U.) comme chercheur post-doctoral dans le laboratoire de Biologie du développement dirigé par le Prof. Melvin Cohn, où il se forme à l’immunologie au contact de Rodney Langman.
De retour à Paris en 1981 en tant que Chargé de Recherche au CNRS, il intègre l’Institut Pasteur pour y créer et diriger l’unité d’informatique scientifique, dont les recherche et les développements ont contribué à l’émergence de la « bioinformatique » (terme qui n’est apparu qu’en 1990). Il est nommé Chef de Laboratoire à l’Institut Pasteur en 1982.
À la même période J.-M. Claverie initie une collaboration intellectuelle avec le Prof. Philippe Kourilsky dans le domaine de l’immunologie cellulaire qui aboutira à la formulation du concept du « soi peptidique », qui a clarifié le rôle alors confus du complexe majeur d’histocompatibilité dans la spécificité des réponses immunitaires adaptatives,.
Après un passage éclair comme professeur d’immunologie à l’Université de Rouen (1989-1990), il est de nouveau recruté par le CNRS comme directeur de recherche en 1990.
À la suite d'un désaccord sur la stratégie de développement de la bioinformatique à l’Institut Pasteur, J-M. Claverie retourne aux E-U détaché du CNRS sur un poste de « senior visiting scientist » au NIH (campus de Bethesda, Maryland) à l’invitation de David Lipman directeur du National Center for Biotechnology Information créé pour accompagner l’essor d’une nouvelle discipline, la génomique. Il y participera à plusieurs projets de bioinformatique,, dont l’identification du gène associé au syndrome de Kallmann.
Après un intermède de quelques mois comme directeur de la recherche informatique dans l’entreprise Incyte Pharmaceuticals (Palo Alto, Californie), il rejoint Marseille en 1995 à l’invitation du CNRS pour créer le Laboratoire Information Génétique et Structurale avec Chantal Abergel, spécialiste en biologie structurale des protéines.
Après plusieurs années de travaux dans le domaine de la génomique des bactéries parasites intracellulaires (en collaboration avec l’Unité des Rickettsies dirigées par le Prof. Didier Raoult), , il participe à la découverte du premier virus géant, Mimivirus, qui va initier une réorientation complète de sa carrière et de son laboratoire rebaptisé « Information Génomique et Structurale », successivement unité de recherche mixte CNRS-Aventis (1999-2002), unité propre du CNRS (2003-2011), puis unité mixte CNRS-Université Aix-Marseille (2012- ).
La révolution des virus géants (2003- )
La découverte de Mimivirus,, un virus d’amibe doté d'une particule virale facilement visible au microscope optique et d’un génome d’une taille comparable à une bactérie a ouvert une nouvelle ère en virologie, qui s’est enrichie de nombreuses autres familles de virus géants infectant divers protistes dans les 20 années qui suivirent. Cet élargissement imprévu du monde viral a amené le Comité International de Taxonomy Virale (ICTV ) à en revoir la classification de fond en comble, notamment en adoptant une nomenclature binomiale d'inspiration linnéenne.
Sous la direction de J.-M. Claverie, le laboratoire IGS a isolé et caractérisé les prototypes de 3 nouvelles familles de virus géants nommés Pandoravirus (en 2013), Pithovirus (en 2014) et Mollivirus (en 2015). Ces deux derniers virus, ressuscités du pergélisol sibérien vieux d’environ 30.000 ans, ont initié la très médiatique notion de virus « zombie »,. La thématique de recherche sur les virus géants est désormais poursuivie au plan environnemental comme fonctionnel sous la direction de Chantal Abergel, à la tête du laboratoire depuis 2018.
Responsabilités administratives et scientifiques (liste partielle)* Directeur de 11 thèses de doctorat
- Direction de l’informatique scientifique de l’Institut Pasteur, Paris (1982-1992)
- Direction du laboratoire « Information Génomique & Structurale », Marseille, (1995-2017)
- Direction de l’Institut de Microbiologie de la Méditerranée, Marseille, (2008-2017)
- Conseil scientifique du Centre National de Séquençage ("Genoscope")(1998-2002, 2006-2011)
- Conseil Scientifique du Consortium National de Recherche en Génomique (2002-2006)
- Conseil scientifique des Instituts Max Planck, Berlin (Allemagne)(2002-2010)
- Comité National de la Recherche Scientifique (2001-2005)
- Panel des « reviewing editors », Science (USA) (2002-2012)
- Cofondateur et vice-président de la Société Française de Virologie (2015-2020)[24]

Distinctions
- Prix Pierre BOIS (Université McGill, Montréal, 2000)
- Médaille d’argent du CNRS (2003)[25]
- Sol Spiegelman Lecture (Urbana Champain, 2006)
- Professeur invité par Rockefeller University (New York, USA)(06-09/2014)
- Prix de « La Recherche » (Paris, 2015)
- Chevalier dans l’ordre des Palmes Académiques (2016)[26]
- Prix Jaffé de l’académie des Sciences (2019, avec C. Abergel)[27]

Ouvrage
- Bioinformatics for Dummies, J.-M. Claverie & C. Notredame (2003, 2ndedition dec 2006). John Wiley, New York.

Carrière sportive
- 1968: Champion de France (junior) de plongeon de haut-vol (10 m).
- 1969: International, membre de l'équipe de France de plongeon[28]